# Colisión en la pista del aeropuerto de Haneda de 2024
El vuelo 516 de Japan Airlines fue un vuelo regular de pasajeros con un Airbus A350 de Japan Airlines desde Sapporo al aeropuerto de Haneda en Tokio. El 2 de enero de 2024, el A350 colisionó en tierra con un avión Dash 8 de la Guardia Costera de Japón, y se incendió durante el aterrizaje. Según la Guardia Costera de Japón, en el Dash 8 habría seis ocupantes; solo el capitán de la aeronave logró salir, gravemente herido, mientras que los otros pasajeros fallecieron en el acto.
Las imágenes muestran fuego saliendo del centro de la aeronave con el avión inclinado hacia adelante. Otras imágenes muestran el avión completamente envuelto en llamas, con las alas intactas. Los 367 pasajeros y doce miembros de la tripulación fueron evacuados, según la aerolínea. El accidente marca el primer incidente grave que involucra a un Airbus A350 y es la primera y única pérdida de casco de este tipo de aeronave.

## Aeronaves
La primera aeronave implicada en el accidente era un Airbus A350-941, con matrícula JA13XJ y número de serie del fabricante 538, propulsado por dos motores Rolls-Royce Trent XWB. El avión se matriculó en septiembre de 2021 y se entregó a Japan Airlines en noviembre de 2021.
La segunda aeronave era un De Havilland Canada Dash 8-300, registrado como JA722A con el número de serie del fabricante 656, que fue entregado a la Guardia Costera de Japón en febrero de 2009. El avión involucrado ya había sufrido un incidente donde resultó dañado en el terremoto y tsunami de Tōhoku de 2011 cuando estaba estacionado en el aeropuerto de Sendai. Fue reparado y devuelto al servicio, convirtiéndose en el único avión dañado reparado en el aeropuerto de Sendai durante el tsunami.

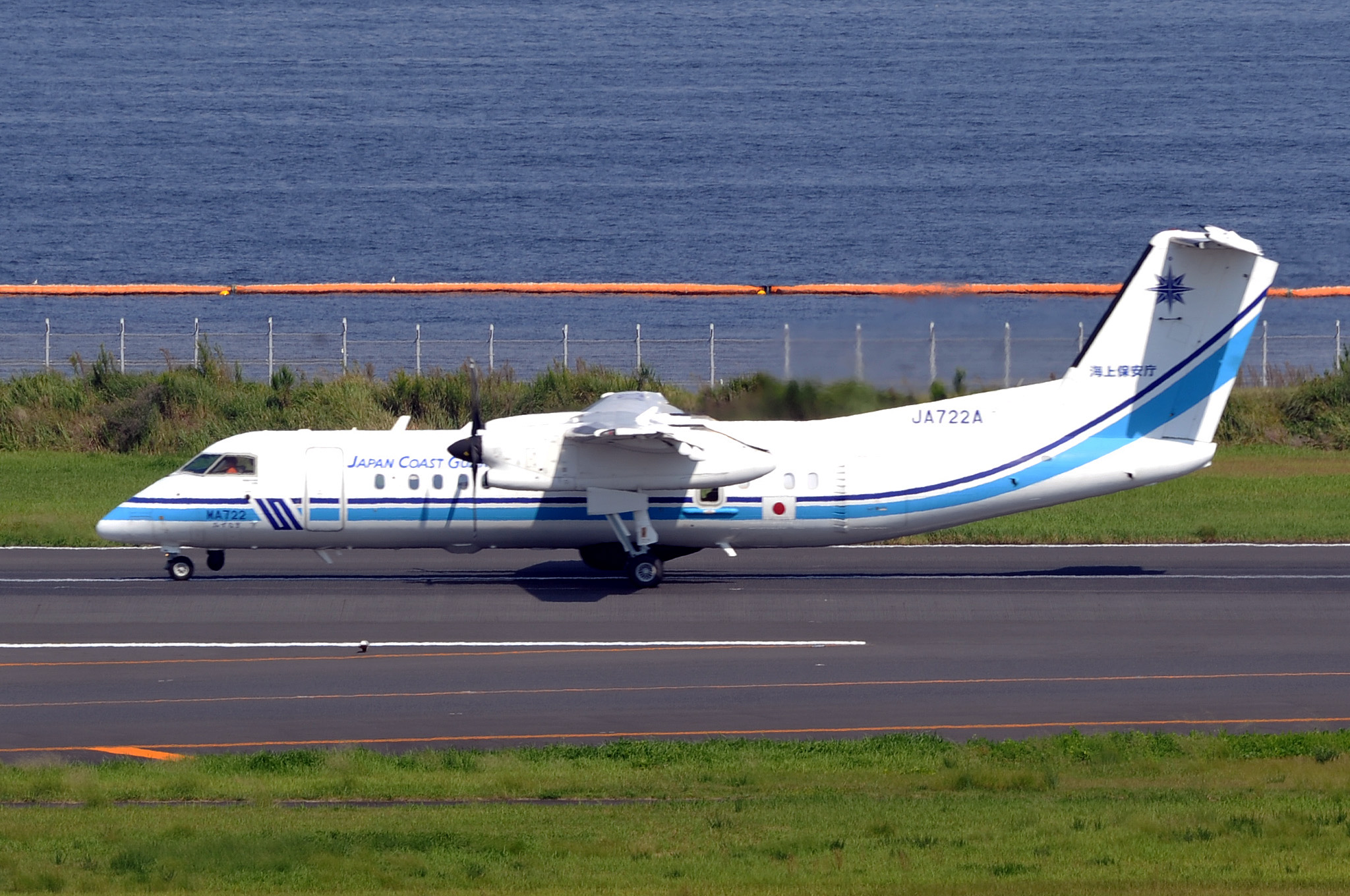
JA722A, el Dash 8 de la Guardia Costera de Japón involucrado en el accidente, fotografiado en el aeropuerto de Haneda en 2021.

## Accidente

Diseño del aeropuerto, en verde el avión de la guardia costera que fue embestido y en azul donde acabó el vuelo de Japan Airlines tras el choque.

El vuelo 516 despegó del nuevo aeropuerto de Chitose a las 16:27 JST (07:27 UTC). Aproximadamente a las 17:47, el avión chocó con un DHC-8-315 Dash 8 de la Guardia Costera de Japón mientras intentaba aterrizar en el aeropuerto de Haneda, específicamente en la pista 34R. Una bola de fuego estalló a bordo del avión, produciendo un rastro de fuego a medida que avanzaba por la pista.  Los servicios de bomberos llegaron al lugar en unos tres minutos,[cita requerida] con unos cien camiones de bomberos desplegados.
Los 367 pasajeros y doce miembros de la tripulación a bordo del vuelo 516 fueron evacuados. Entre los que estaban a bordo había ocho niños menores de dos años. Al menos once pasajeros requirieron atención médica tras el incendio.[cita requerida]
Las imágenes aparentemente filmadas por un pasajero dentro del vuelo 516 mostraron llamas saliendo de debajo de la cabina antes de que se llenara de humo, lo que llevó a los pasajeros a tirarse al suelo antes de escapar una vez que se abrieron las puertas de emergencia. Otras imágenes mostraban el fuego saliendo del centro del avión con el avión inclinado hacia adelante debido al colapso del tren de aterrizaje delantero. Las imágenes capturadas después mostraron el fuselaje y la cola del avión completamente envueltos en llamas, con las alas y el tren de aterrizaje principal permaneciendo prácticamente intactos. El motor derecho permaneció encendido mientras procedía la evacuación, lo que inutilizó las puertas de emergencia cercanas a los motores.
Según informes, la aeronave de la Guardia Costera de Japón se encontraba en proceso de preparación para transportar suministros a Niigata como respuesta al Terremoto de Noto ocurrido el día anterior. Fue uno de los cuatro aviones desplegados por el gobierno para brindar ayuda a las áreas afectadas. El capitán logró escapar con heridas graves, mientras que el Departamento de Bomberos de Tokio confirmó la muerte de los cinco miembros restantes de la tripulación. En este accidente, el Ministerio de Tierras, Infraestructura, Transporte y Turismo confirmó que antes del incidente, el controlador había dado permiso a Japan Airlines para entrar en la pista, mientras que la aeronave de la Guardia Costera de Japón había recibido instrucciones de dirigirse hacia la parte delantera de la pista.

## Investigación
La Junta de Seguridad del Transporte de Japón anunció que había recuperado los datos de vuelo y las grabadoras de voz del avión de la Guardia Costera, mientras continuaba la búsqueda de los del avión JAL.
La Oficina Francesa de Investigación y Análisis para la Seguridad de la Aviación Civil (BEA) anunció la cooperación con Airbus durante la investigación. También añadió que enviaría un equipo a Japón para investigar el incidente.
El Ministerio de Tierra, Infraestructura, Transporte y Turismo de Japón publicó la transcripción de la comunicación del control del tráfico aéreo, que cubrió los últimos 4 minutos y 27 segundos antes del accidente. Mostró que antes del accidente, los controladores de tráfico aéreo autorizaron al avión JAL a aterrizar en la pista 34R, mientras que el avión de la Guardia Costera recibió instrucciones de mantenerse cerca de la pista y permanecer en la calle de rodaje. Sin embargo, según NHK, citando una fuente dentro de la Guardia Costera, informó que el piloto del avión de la Guardia Costera afirmó haber recibido autorización para despegar. También informó que la policía estaba investigando una posible negligencia profesional como causa del incidente. El hecho de que las "barras de parada", destinadas a advertir visualmente a las aeronaves que cruzan la pista de las entradas no autorizadas, no funcionaran en el momento del accidente puede haber contribuido al mismo.

## Secuelas

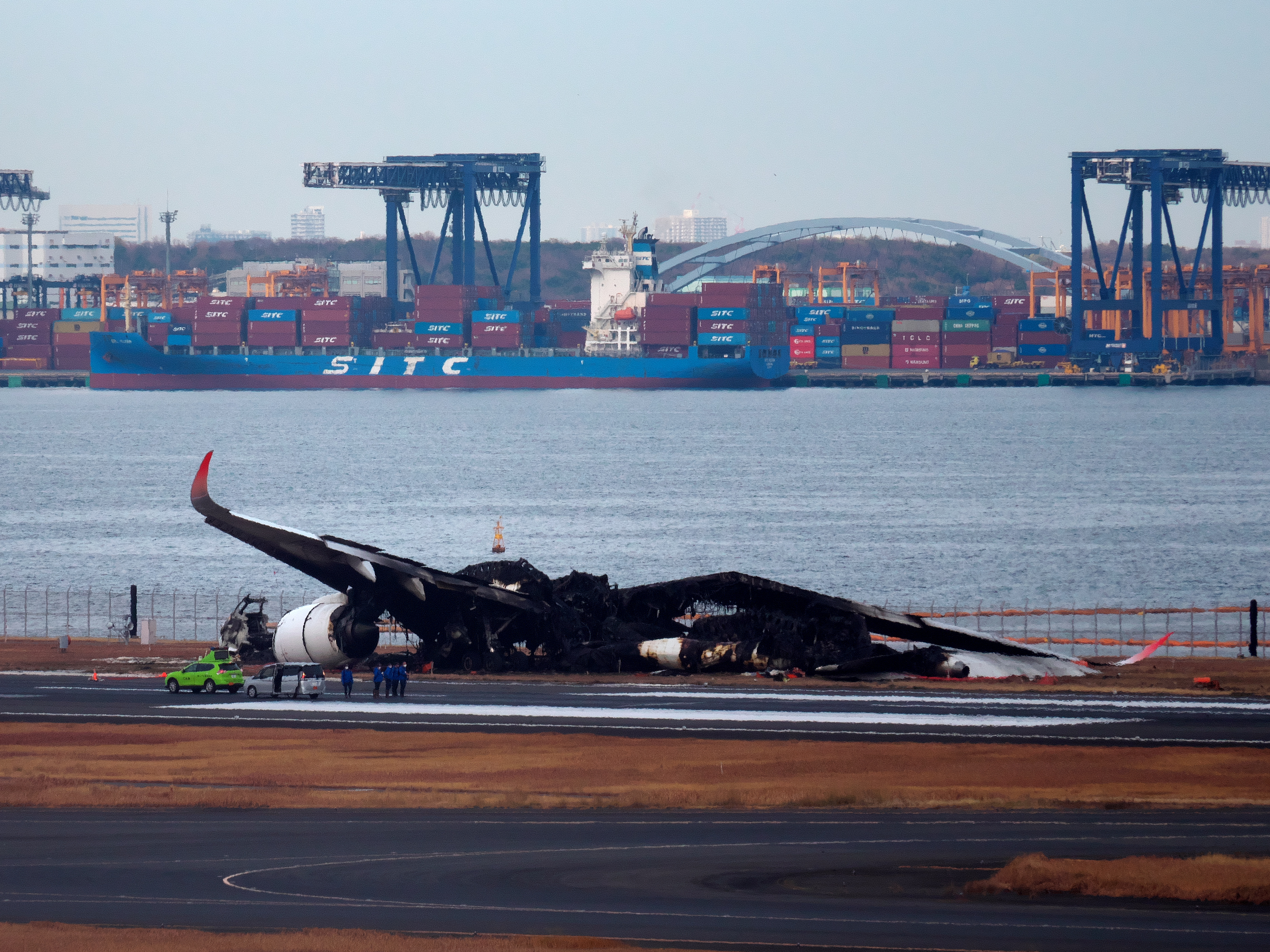
Restos del vuelo 516 de Japan Airlines tras la colisión.

Un Boeing 737-800 con matrícula JAL166, que iniciaba la aproximación final a la pista de aterrizaje 34R detrás del vuelo 516, realizó una maniobra de emergencia a 1150 pies y después se desvió al aeropuerto de Narita. También había varios vuelos esperando despegar; la mayoría regresó a la terminal después del cierre del aeropuerto.
Todas las pistas del aeropuerto de Haneda se cerraron temporalmente tras el accidente y vuelos fueron desviados a aeropuertos alternos como el Aeropuerto Internacional de Narita, así como al Aeropuerto Internacional Chūbu Centrair y el Aeropuerto Internacional de Kansai. Otros fueron cancelados como resultado del accidente. All Nippon Airways registró 112 cancelaciones de vuelos nacionales durante el resto del día. Alrededor de las 21:30 JST (12:30 UTC), las tres pistas restantes del aeropuerto de Haneda fueron reabiertas.
El gobierno japonés creó una oficina de enlace de información en el Centro de Gestión de Crisis de la Oficina del primer ministro.
El 3 de enero comenzó una investigación formal.